# Вагоноремонт
Вагоноремонт — бывший посёлок городского типа (с 1938 года), располагавшийся до 1960 года на территории Московской области, в 1 км от платформы Лианозово. 17 августа 1960 года эта территория была включена в состав города Москвы.
Посёлок возник в 1937 году в связи со строительством вагоноремонтного завода (ныне — Лианозовский электромеханический завод). В 1938 получил статус рабочего посёлка. Позднее в посёлке был построен крупный домостроительный комбинат. В 1950-е годы Вагоноремонт административно относился к Красно-Полянскому району.
В 1939 году в Вагоноремонте проживало 6,8 тыс. чел., в 1959 — 17,3 тыс. чел.
Название посёлка сохраняется в названии Вагоноремонтной улицы.